# Religión de la Persia Aqueménida

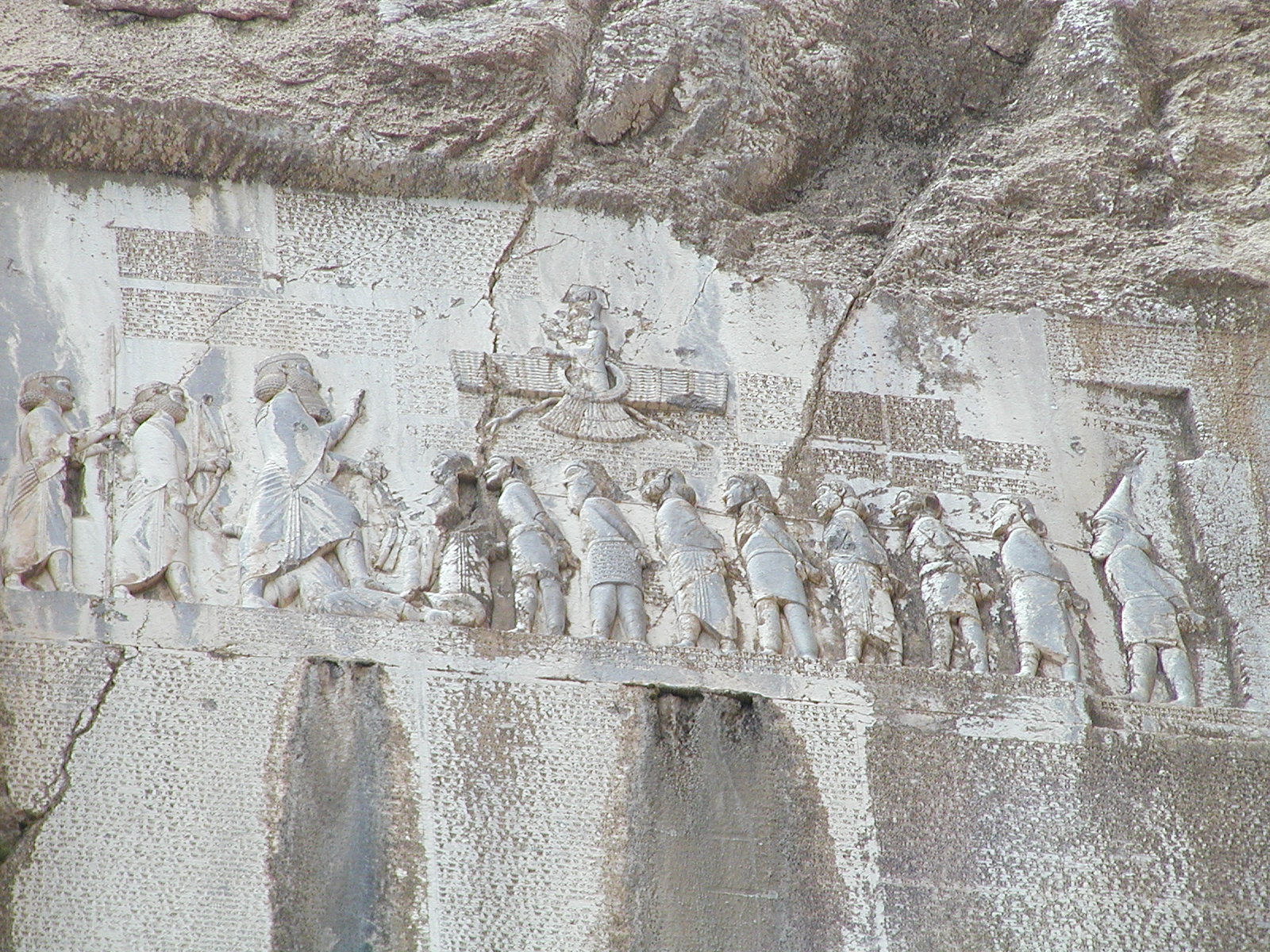
La Inscripción de Behistún.

La religión de la Persia aquemémida (también llamada paganismo persa o politeísmo persa) es poco conocida. Las fuentes son escasas y provienen sobre todo de los sectores ligados a la realeza. Por lo tanto, lo que se puede reconstruir es una religión de Estado condicionada por el poder real y sus necesidades ideológicas. Lo que se conoce de la religión de la realeza aqueménida (559-331 a. C.) presenta puntos en común con el zoroastrismo posterior, pero se discute si el dicho término es apropiado. De carácter katenoteísta, esta se fundamenta en la antigua mitología persa, la cual tuvo cierta influencia en el posterior zoroastrismo.

## Una religión de Estado
Las fuentes relativas a la religión aqueménida nos muestran sobre todo las relaciones entre el Gran Rey y el dios Ahura Mazda, el cual es concebido como el verdadero soberano del Imperio. El rey no es otra cosa que el instrumento del dios, quien lo pone a la cabeza del Imperio para que cumpla su voluntad sobre la Tierra entera. Se ha propuesto recientemente que los soberanos persas tenían la misión de reconstituir el paraíso original creado por Ahura Mazda, eliminando a la mentira que se oponía a la justicia. La religión popular de la Persia aqueménida escapa en gran medida a nuestro conocimiento. Las tablillas de Persépolis nos permiten conocer los nombres de otras divinidades a las que se rendía culto, pero aparte de ello tan sólo dan cuenta de las ofrendas que se les enviaban desde el palacio real.

## Contexto cultural: los vínculos con el zoroastrismo y la religión elamita

Bajorrelieve que representaría a un Faravahar. Persépolis.

La cuestión en torno a si los reyes aqueménidas eran zoroastrianos ha sido largamente debatida por lo estudiosos. Mientras que el profeta Zoroastro jamás es mencionado en los textos persas de la época, su gran dios, Ahura Mazda, posee gran relevancia en ellos. Los demás dioses son sólo ocasionalmente aludidos en las inscripciones aqueménidas. Ahura Mazda es la única divinidad invocada por Darío I y su sucesor Jerjes I, pero los Amesha Spenta, ligados a él en el Avesta, están ausentes. Las inscripciones reales afirman la existencia de otros dioses, pero sin nombrarlos. Tan sólo a partir del reinado de Artajerjes II o Artajerjes III son mencionados explícitamente Mithra y Anahita. Las tablillas de Persépolis hacen alusión a otras divinidades iranias: Zurvan, Mizdushi, Naryasanga, etc. La iconografía aqueménida representa a la figura del Faravahar, un símbolo presente en la religión zoroastriana. Las fuentes griegas mencionan la importancia del culto al Fuego y al Sol por parte de los aqueménidas, los cuales se reflejan aún hoy en la tradición zoroastriana. Hay conceptos avésticos que aparecen en los textos aqueménidas, pero con otras connotaciones: la mentira avéstica (druj-), opuesta a la "verdad", "justicia" (aṧa-), aparece en las inscripciones reales como drauga-, pero califica al acto de traición, de rebelión contra el Gran Rey. Los conceptos religiosos adquieren un sentido político.
Si bien existen numerosos puntos en común entre la religión aqueménida y el zoroastrismo, también hay divergencias, debidas en parte a las finalidades ideológicas de la realeza. La religión aqueménida, aunque conserva a las principales divinidades de la tradición irania, fue influenciada por los cultos elamitas con los que los persas entraron en contacto desde que se establecieron en Fars, esto es, la parte oriental de las antiguas tierras elamitas. Los textos administrativos de Persépolis, escritos en su mayor parte en elamita, mustran la pervivencia de las tradiciones religiosas y del culto a las antiguas divinidades elamitas. No se sabe hasta qué punto esto pudo haber influenciado a la religión de los persas.

## Divinidades
La principal divinidad de la Persia aqueménida es Ahura Mazda (el Sabio Señor). No se trata de un monoteísmo, sino de un henoteísmo: Ahura Mazda domina el panteón, tiende a concentrar los atributos de otras divinidades, pero no es el único dios al que se le reconoce existencia. Su función es sobre todo ser el maestro supremo del mundo. Se le atribuye la creación del Cielo, la Tierra y los hombres. De él proviene el poder de la realeza, y gracias a él los reyes son victoriosos y el reino es protegido de los peligros que lo acechan. Como se observa en las plegarias de Darío, los reyes poseían una relación privilegiada con su dios.
Otras divinidades iranias aparecen en las tablillas de Persépolis. Los Visai Baga ("Todos los Dioses") son una entidad colectiva que presenta similitudes con el Rig Veda. Su culto se practicaba en unos pocos sitios. Aparecen, asimismo: Zurvan, el dios avéstico del Tiempo y figura central del zurvanismo posterior; Hvarira, el Genio del Sol Saliente; Naryasanga, llamado Mensajero de los Dioses en el Avesta; Mizdushish, diosa del destino; Brtakamya, «el que cumple los deseos»; y Thaigracish, el que aparece en un solo texto y es por lo demás desconocido. Además, las inscripciones reales tardías mencionan dos divinidades particularmente importantes en el panteón iranio: el dios Mithra, divinidad solar y en su origen el dios de los contratos, y que posee un aspecto guerrero; y Anahita, diosa del amor y la fertilidad. Adicionalmente, los persas rendían culto a algunos elementos naturales.
Por último, las tablillas de Persépolis mencionan cultos dedicados a divinidades elamitas y mesopotámicas en las áreas circundantes a la capital persa. Poseían gran relevancia dioses elamitas como Humban y Napirisha, así como el dios mesopotámico de la Tormenta, Adad.

## Los lugares del culto
De acuerdo a Heródoto de Halicarnaso, los persas no poseían templos, y no erigía estatuas dedicadas a sus dioses. De hecho, ninguna edificación del área persa ha sido claramente identificada hasta la fecha como los restos de un templo. Esto indica que, por lo tanto, una gran parte del culto persa se realizaba al aire libre. Sin embargo, hay alusiones a la existencia de templos dedicados a Anahita bajo el reinado de Artajerjes II, aunque fuera de Persia (Damasco, Anatolia). Resulta imposible saber con exactitud en qué lugares los persas aqueménidas llevaban a cabo sus sacrificios. Los grandes jardines persas, los llamados "paraísos" (paridaida), pueden haber tenido una función religiosa, acaso herencia de los bosques sagrados elamitas (husa).

## Los actores del culto
El rey constituye el principal intermediario entre los dioses (sobre todo Ahura Mazda) y los hombres. Al contrario de lo afirmado por ciertos autores griegos, el rey nunca fue considerado un dios, aunque es cierto que poseía un lugar privilegiado entre los hombres. Debía llevar a cabo periódicamente determinados actos rituales en Persia, sobre todo los sacrificios a las divinidades iranias. Tal como atestiguan las tablillas de Persépolis, el palacio real financiaba los sacrificios a las diferentes divinidades allí mencionadas.
Si bien las tablillas persepolitanas hacen alusión a un personal especializado en el culto, sus funciones son difíciles de determinar. Algunos sacerdotes son llamados šatin, como en las épocas elamitas. Acaso estuvieran destinados al culto de los dioses elamitas y mesopotámicos. Los otros sacerdotes que aparecen en los archivos de Persépolis son los magos (maguš), que veneraban a los dioses iranios. A veces poseían el título de lan-lirira («aquél que realiza la ceremonia lan»), lo que muestra que una de sus principales funciones era presidir los sacrificios de la ceremonia lan, que será detallada más abajo. La importancia de los magos en el sacrificio está confirmada por algunos autores griegos. En las tablillas de Persépolis se observa como ellos recibían los productos destinados a los actos sacrificiales. Los atrvaša («aquél que guarda el Fuego»), otros especialistas, estaban específicamente destinados al culto del Fuego.

## Rituales y fiestas religiosas
Los persas de la época aqueménida dedicaban sacrificios rituales a sus dioses. Los autores griegos mencionan repetidamente el sacrificio animal: dado el caso, Ciro el Joven sacrifica caballos y toros en la Anábasis de Jenofonte. Por el contrario, en los archivos de Persépolis las ofrendas a las divinidades iranias son sobre todo de grano, cerveza y vino. El tipo de ceremonia sacrificial más usual en ellos es la llamada Dlan, la cual era practicada en las regiones donde sin lugar a dudas existía una fuerte concentración de persas. Las productos destinados a ellas eran entregados por el palacio de modo regular, una vez por mes. El dios al que son destinadas no es mencionado; H. Koch sostiene que se trataría de Ahura Mazda. En la ceremonia llamada kušukum, aparentemente de origen elamita, se realizaban sacrificios de ovejas. Los autores clásicos señalan el hecho de que los grandes sacrificios eran acompañados por grandes banquetes festivos. Es el rey el que siempre ocupa el lugar central en las grandes ceremonias religiosas, de las que es además el proveedor material.
Existía asimismo entre los persas el culto a los elementos naturales, de modo destacado el del Fuego, pero también el del Agua. La importancia del Fuego es puesta de relieve en primer lugar por los escritores griegos que describieron los cultos persas. Adicionalmente, los archivos del Persépolis aluden a los "jardines de Fuego" (atravaša), aunque no se alude explícitamente a la práctica del culto al Fuego. Por otra parte, ningún templo aqueménida consagrado al Fuego ha sido descubierto, ni existen alusiones en los documentos persepolitanos. Sin embargo, numerosas impresiones de sellos y bajorrelieves (como el de Naqsh-e Rustam) muestran escenas de culto al Fuego, representado por llamas que salen de un altar.

## Los reyes persas y la religión de otros pueblos del imperio

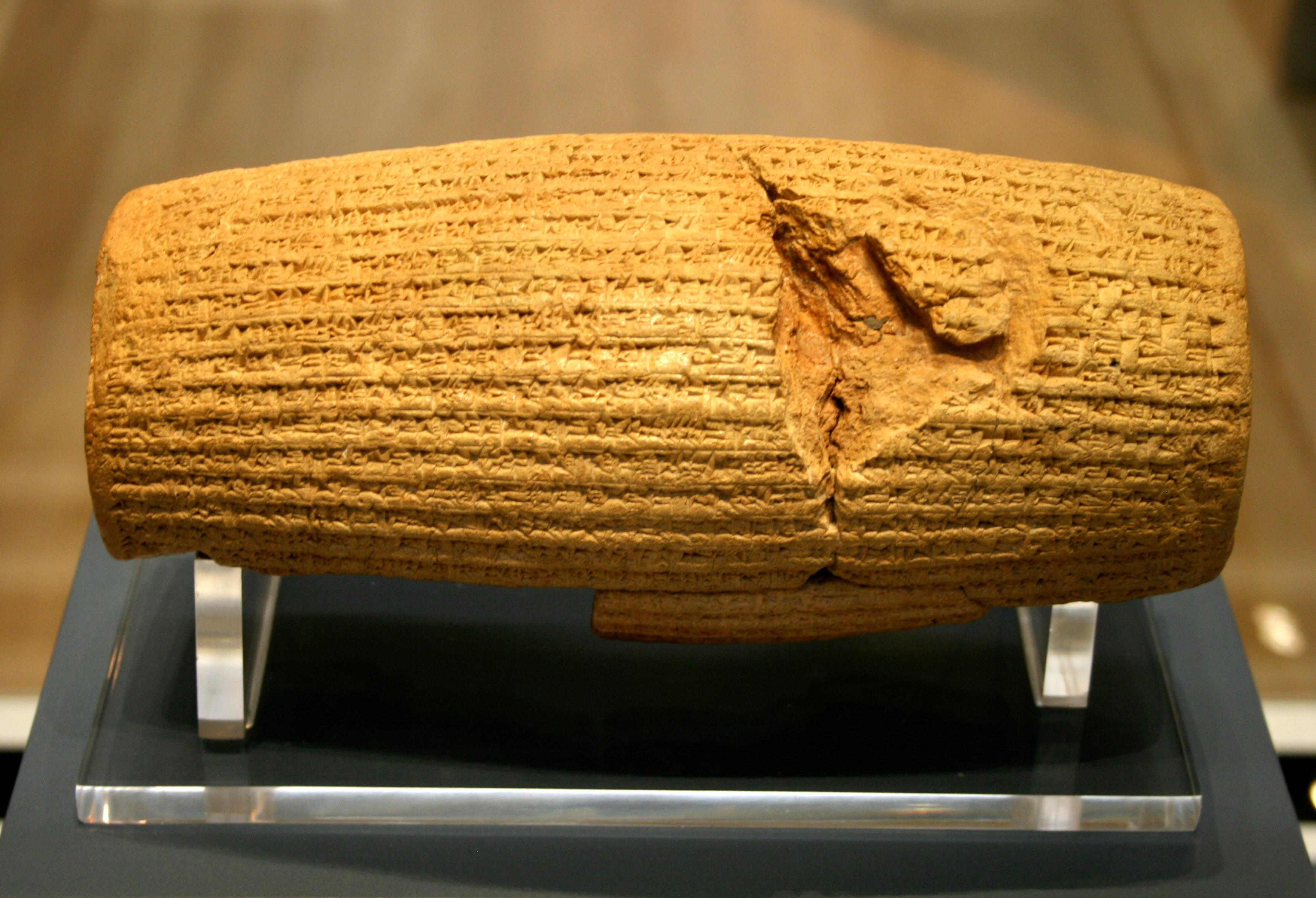
El Cilindro de Ciro.

Los reyes persas nunca intentaron reforzar el sostenimiento de su imperio mediante la imposición de la religión persa en los pueblos sometidos. De hecho, Ahura Mazda no es venerado más que por los persas en el núcleo imperial. En las demás regiones del imperio, los reyes se presentan como los sucesores y continuadores de las tradiciones locales. Este es, justamente, el modo en el que fundador del imperio, Ciro el Grande, se muestra ante los vencidos babilonios. En un cilindro de arcilla utilizado como depósito de fundación en el templo de Esagila en Babilonia, y redactado en idioma acadio, Ciro es presentado como el elegido por el gran dios local Marduk. En él se especifica que el propio rey persa hizo retornar a sus respectivos templos las estatuas divinas que su predecesor, el babilonio Nabónido, había "deportado" a Babilonia. La práctica de trasportar las estatuas de las principales divinidades a la capital durante épocas de peligro militar no era inusual en Babilonia, pero de todos modos le otorgaba a Ciro una oportunidad de desprestigiar a su enemigo derrotado. Su trato con respecto a los judíos deportados en Babilonia, autorizándoles a regresar a Judea y reconstruir su templo en Jerusalén, procede del mismo tipo de actitud. Cambises II y Darío I continuaron con esta línea en Egipto, haciendo uso del título de faraón y llevando a cabo las obligaciones religiosas consecuentes. En la propia Persia el Gran Rey proveía de los bienes necesarios para el culto de divinidades no-iranias veneradas por la población elamita que habitaban la región antes de la llegada de los persas. Pero cuando una provincia se rebelaba, la represión podía asimismo llevarse a sus dioses: cuando las ciudades griegas de Jonia se levantaron contra Darío I y fueron vencidas, las estatuas de sus dioses fueron transportadas a Sardes y Susa